# Club Independencia del Callao
El Club Independencia fue un club de fútbol peruano, ubicado en la Provincia Constitucional del Callao, fundado en 1900 y su vida institucional duró hasta 1906.

## Historia
El Club Independencia en sus inicios, solía jugar partidos de fútbol con equipos provenientes de buques británicos. Más tarde, comenzó a tener encuentros con clubes del Callao como por ejemplo: Atlético Grau No.2 , Alfonso Ugarte , English Comercial School , Club Unión Juvenil , Sport Bolognesi , Morro de Arica , Club Libertad , San Martín del Callao , National F.B.C. , Almirante Grau , English Comercial School , José Gálvez , Atlético Pardo y Leoncio Prado.
Fue también otros de los primeros clubes chalacos en realizar partidos con equipos limeños como por ejemplo: Sportivo Lima y Club Sportivo Alianza. Sus presidente honorario fue Frank O'Neill  y  vicepresidente honorario H. W. Hollard. Sus presidentes activos fueron Carlos Miller y Carlos Pérez.

## Jugadores
- Samuel Mc Mahon
- Demetrio Pajovez

## Uniforme
Evolución Indumentaria.
| Titular 1 | Titular 2 | Titular 3 | Titular 4 | Titular 5 | Titular 6 |

## Torneos
- Campeonato de Fiestas Patrias: 1903, 1904.

## Amistosos
- Partido amistoso en 1900 con Equipo del Buque Wrath.
- Partido amistoso en 1903 con Club Libertad.
- Partidos amistosos en 1903,1904,1905: contra English Comercial School.
- Partidos amistosos en 1903,1904,1905: con Atlético Grau N°2.
- Partidos amistosos en 1905,1904,1905: contra Almirante Grau.
- Partidos amistosos en 1905,1904,1905: con Leoncio Prado.
- Partidos amistosos en 1901 ,1903,1905 : frente al Sportivo Lima.
- Partidos amistosos en 1901 ,1903,1905 : frente al Sportivo Alianza.

## Enlaces
- Tema: La formación de los clubes deportivos., Capítulo 2 de La difusión del fútbol en Lima, tesis de Gerardo Álvares Escalona, Biblioteca de la Universidad Nacional Mayor de San Marcos
- Tesis Difusión del Fútbol en Lima

- Datos: Q5774338